# 堀博俊
堀 博俊(ほり ひろとし、1926年2月5日 - 没年不詳)は、福岡県出身のラグビー選手。主なポジションはスタンドオフ(SO)。

## 来歴
1943年福岡県中学修猷館を卒業。早稲田大学政治経済学部へ進学し、ラグビー部に入部。1948年に主将を務め、早稲田大学の戦後初の全国制覇をもたらしている。
1949年早稲田大学を卒業後、三井化学に入社し、ラグビー部に入部。1950年1月6日、1949年度全国社会人ラグビーフットボール大会の決勝に出場し、優勝をもたらしている。
1955年ゲームメーカーとしてラグビー日本代表に選出され、1956年3月4日、平和台ラグビー場で開催された、豪州学生選抜第2回来日第3戦において主将を務めた。